# سوپر لیگ فوتبال سوئیس
سوپر لیگ فوتبال سوئیس (به انگلیسی: Swiss Super League) معتبرترین لیگ فوتبال در کشور سوئیس است که از ۱۸۹۷ تاکنون در این کشور برگزار می‌شود. این لیگ از ۱۰ تیم که از سراسر سوئیس در آن شرکت می‌کنند برگزار می‌شود.
باشگاه فوتبال گراس‌هوپر زوریخ با ۲۷ قهرمانی پرافتخارترین این سری مسابقات به حساب می‌آید. وبعدازآن بازل با ۲۰ قهرمانی دررتبه دوم وسروت۱۸۹۰ با ۱۷ قهرمانی دررتبه سوم قراردارند

## باشگاه‌های کنونی
در فصل جاری (۲۰۲۲-۲۰۲۱) تیم‌های زیر در لیگ سوئیس با یکدیگر به رقابت می‌پردازند:
- باشگاه فوتبال بازل
- باشگاه فوتبال زوریخ
- باشگاه فوتبال یانگ بویز
- باشگاه فوتبال لوگانو
- باشگاه فوتبال سروت
- باشگاه فوتبال سیون
- باشگاه فوتبال سنت گالن
- باشگاه فوتبال گراس‌هاپر زوریخ
- باشگاه فوتبال لوزان-اسپورت
- باشگاه فوتبال لوتسرن

## تیم‌های قهرمان
| تعداد | باشگاه         |
| ----- | -------------- |
| ۲۷    | گراس‌هوپر زوریخ |
| ۱۷    | سروت ۱۸۹۰      |
| ۱۶    | بازل           |
| ۱۲    | زوریخ          |
| ۱۱    | یانگ بویز      |